# Ellesmere Port
Ellesmere Port – miasto przemysłowe i portowe w Anglii, w hrabstwie ceremonialnym Cheshire, na terenie jednolitej jednostki administracyjnej (unitary authority) Cheshire West and Chester (do 2009 roku w dystrykcie Ellesmere Port and Neston), w południowej części półwyspu Wirral. Ludność miasta w 2001 roku wynosiła 64 100 mieszkańców.
W Ellesmere Port znajduje się fabryka koncernu General Motors zatrudniająca 2200 osób, w której produkowane są samochody Opel/Vauxhall Astra.